# Св. св. Константин и Елена (Суровичево)
„Св. св. Константин и Елена“ (на гръцки: Ιερός ναός Αγίων Κωνσταντίνου και Ελένης) е православна църква в леринското градче Суровичево (Аминдео), Гърция, част от Леринската, Преспанска и Еордейска епархия на Вселенската патриаршия. Църквата е бивш храм на Българската екзархия.

## История
Църквата е построена от Суровичевската българска община и е екзархийска. В 1972 година, в похода си срещу българското наследство в епархията, леринският митрополит Августин Кандиотис решава да разруши и тази българска църква, като за целта са използвани танкове.